# Ludwig Folliot de Crenneville
Ludwig hrabě Folliot de Crenneville (22. ledna 1813 Vídeň – 21. dubna 1876 Montreux) byl rakouský šlechtic a generál francouzského původu. Od mládí sloužil v rakouské armádě, vyznamenal se během revoluce 1848–1849. Svou kariéru zakončil jako místodržitel v Sedmihradsku (1861–1867). V roce 1867 byl při odchodu do výslužby jmenován generálem jezdectva.

## Životopis
Pocházel z francouzské šlechtické rodiny, která po velké francouzské revoluci přešla do rakouských služeb. Narodil se jako prostřední ze tří synů c. k. generála jezdectva Ludwiga Karla Folliota (1765–1840). Již v šestnácti letech vstoupil jako kadet do rakouské armády a ještě v roce 1829 byl jmenován podporučíkem. U různých jednotek jezdectva rychle postupoval v hodnostech, jako rytmistr byl v roce 1838 jmenován také císařským komořím. V revolučních letech 1848–1849 byl pobočníkem maršála Nugenta a pod jeho velením se zúčastnil bojů v Itálii a Uhrách. Mezitím byl v roce 1848 povýšen na podplukovníka a po porážce revoluce dosáhl hodnosti plukovníka (1849). V roce 1850 byl jmenován prvním komorníkem arcivévody Ferdinanda Maxmiliána a doprovázel jej na cestách po světě. Po návratu byl v roce 1852 povýšen na generálmajora a stal se velitelem v Benátkách.
V hodnosti polního podmaršála (1859) byl poté velitelem spolkové pevnosti v Mohuči (1858–1860). Po prohrané válce se Sardinií a uzavření příměří ve Villafranca byl v roce 1859 předsedou mezinárodní komise pro úpravu hranic. Na jaře 1860 byl přeložen do Uher, kde byl zástupcem vrchního velitele, a v říjnu 1861 doprovázel arcivévodu Karla Ludvíka do Königsbergu na korunovaci Viléma I. pruským králem. Od listopadu 1861 zastával funkci guvernéra, respektive prezidenta zemské vlády v Sedmihradsku. V tomto úřadu setrval do roku 1867, kdy byl v hodnosti generála jezdectva penzionován.

## Tituly a ocenění
V roce 1838 byl jmenován c. k. komořím a jako zástupce vrchního velitele v Uhrách obdržel v roce 1860 titul c. k. tajného rady s nárokem na oslovení Excelence. Od roku 1866 byl čestným majitelem husarského pluku č. 3 dislokovaného v Šoproni. Během vojenské služby získal několik vyznamenání v Rakousku i v zahraničí.

### Rakousko-Uhersko
- velkokříž Leopoldova řádu (1867)
- Řád železné koruny I. třídy (1864)
- Vojenský záslužný kříž (1850)

### Zahraničí
- Řád červené orlice I. třídy (Prusko)
- Řád württemberské koruny I. třídy (Württembersko)
- velkokříž Řádu sv. Jiří (Hannoversko)
- velkokříž Řádu Filipa Velkomyslného (Hesensko)
- rytíř Řádu věže a meče (Portugalsko)
- rytíř Řádu svatého Josefa (Toskánsko)

## Rodina
V roce 1852 se oženil s hraběnkou Ernestinou Kinskou z Vchynic a Tetova (1827–1917), dcerou generála Kristiána Kinského a později dámou Řádu hvězdového kříže (1853). Manželství zůstalo bez potomstva.
Ludwigův mladší bratr Franz (1815–1888) dosáhl v armádě hodnosti c. k. polního zbrojmistra, byl dlouholetým generálním pobočníkem císaře Františka Josefa (1859–1867) a císařským nejvyšším komořím (1867–1884). Jejich sestra Viktorie (1816–1900) byla manželkou dlouholetého rakouského ministra zemědělství hraběte Julia Falkenhayna (1827–1899). Jejich bratranec František de Paula Colloredo (1799–1859) byl rakouským diplomatem, velvyslancem v Londýně a Římě.